# Preporodovci
Preporodovci, slovenski pripadniki gibanja (imenovanega tudi Preporod ali Slovenski preporod) imenovani po mesečniku Preporod.
Preporodovci so bili člani mladinskega prevratniškega gibanja zbrani okoli mesečnika Preporod. Mesečnik je izhajal od 1. novembra 1912 do 25. junija 1913. Preporodovci so bili del leta 1910 nastalega gibanja mladine v vseh jugoslovanskih deželah avstro-ogrske monarhije. Nezadovoljni z oportunizmom takratnih političnih strank so videli rešitev nacionalnega vprašanja v uničenju Avstro-Ogrske in ustanovitvi jugoslovanske države. Gibanje, ki je združevalo okoli 500 članov in privržencev; vpliv si je pridobilo predvsem med srednješolci in študenti. Da bi dosegli svoje revolucionarne cilje, jim niso bile tuje niti teroristične metode. Predvsem so simpatizirali z gibanji kot so Srbsko-hrvaška napredna mladina in Mlada Bosna. Številni člani tega gibanja, ki ni imelo podpore takratnih političnih strank, so pozneje postali pristaši komunistične revolucije. Preporodovci so uspešno organizirali dijaške stavke marca 1914, predvsem pa so se povezovali s sorodnimi jugoslovanskimi gibanji v Avstro-Ogrski. Po začetku prve svetovne vojne so avstrijske oblasti z veleizdajniškim sodnim procesom, ki je decembra 1914 potekal proti 32 članom, gibanje dokončno razbile.